# Obsjtina Iskăr
Obsjtina Iskăr (bulgariska: Община Искър) är en kommun i Bulgarien.   Den ligger i regionen Pleven, i den nordvästra delen av landet, 120 km nordost om huvudstaden Sofia.
Obsjtina Iskăr delas in i:
- Dolni Lukovit
- Pisarovo
- Staroseltsi